# Эркеленц
Эркеленц (нем. Erkelenz) — город в Германии, в земле Северный Рейн-Вестфалия.
Подчинён административному округу Кёльн. Входит в состав района Хайнсберг.  Население составляет 43206 человек (на 31 декабря 2019 года). Занимает площадь 117,34 км². Официальный код  —  05 3 70 004.
Город подразделяется на 9 городских районов.

## Известные личности
- Йозеф Гейзер - немецкий философ. Родился в Эркеленце 16 марта 1869 г.
- Льюис Холтби - немецкий футболист, член сборной команды Германии. Родился в Эркеленце 18 сентября 1990 г.

## Фотографии

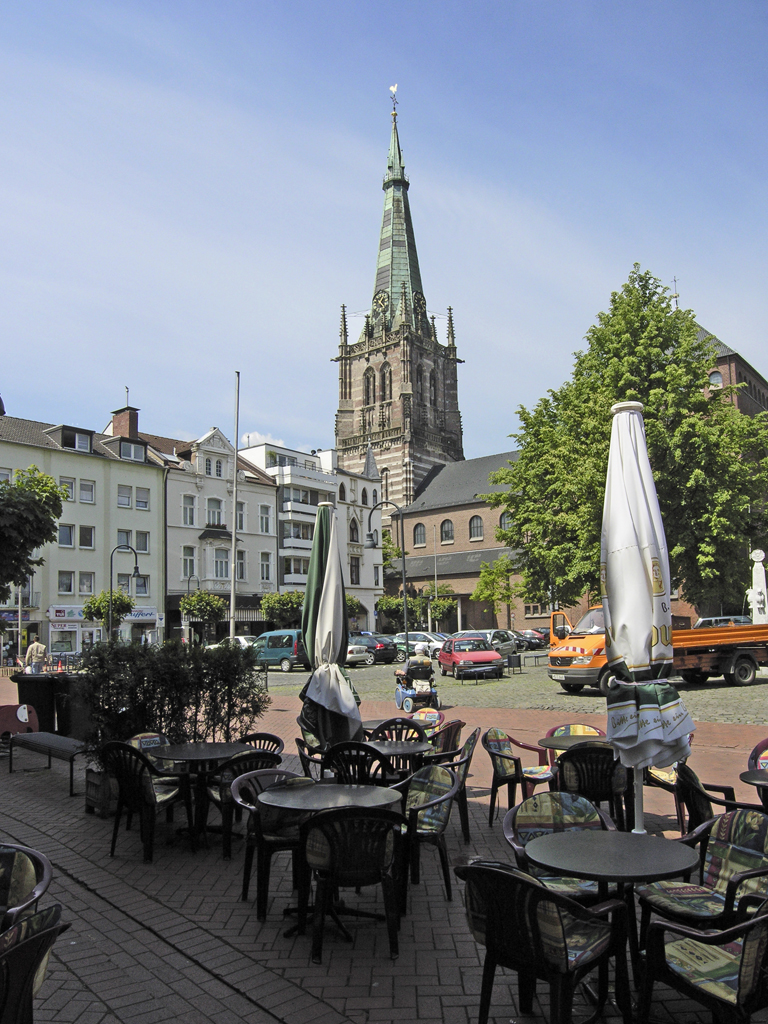